# Parysów (village)
Pour les articles homonymes, voir Parysów.
Parysów (prononciation : [paˈrɨsuf]) est un village polonais de la gmina de Parysów dans le powiat de Garwolin de la voïvodie de Mazovie dans le centre-est de la Pologne.
Il est le siège administratif de la gmina appelée gmina de Parysów.
Il se situe à environ 9 kilomètres au nord-est de Garwolin (siège du powiat) et à 55 kilomètres au sud-est de Varsovie (capitale de la Pologne).
Le village possède approximativement une population de 1100 habitants en 2006.

## Histoire
De 1975 à 1998, le village appartenait administrativement à la voïvodie de Siedlce.